# داهي بوري

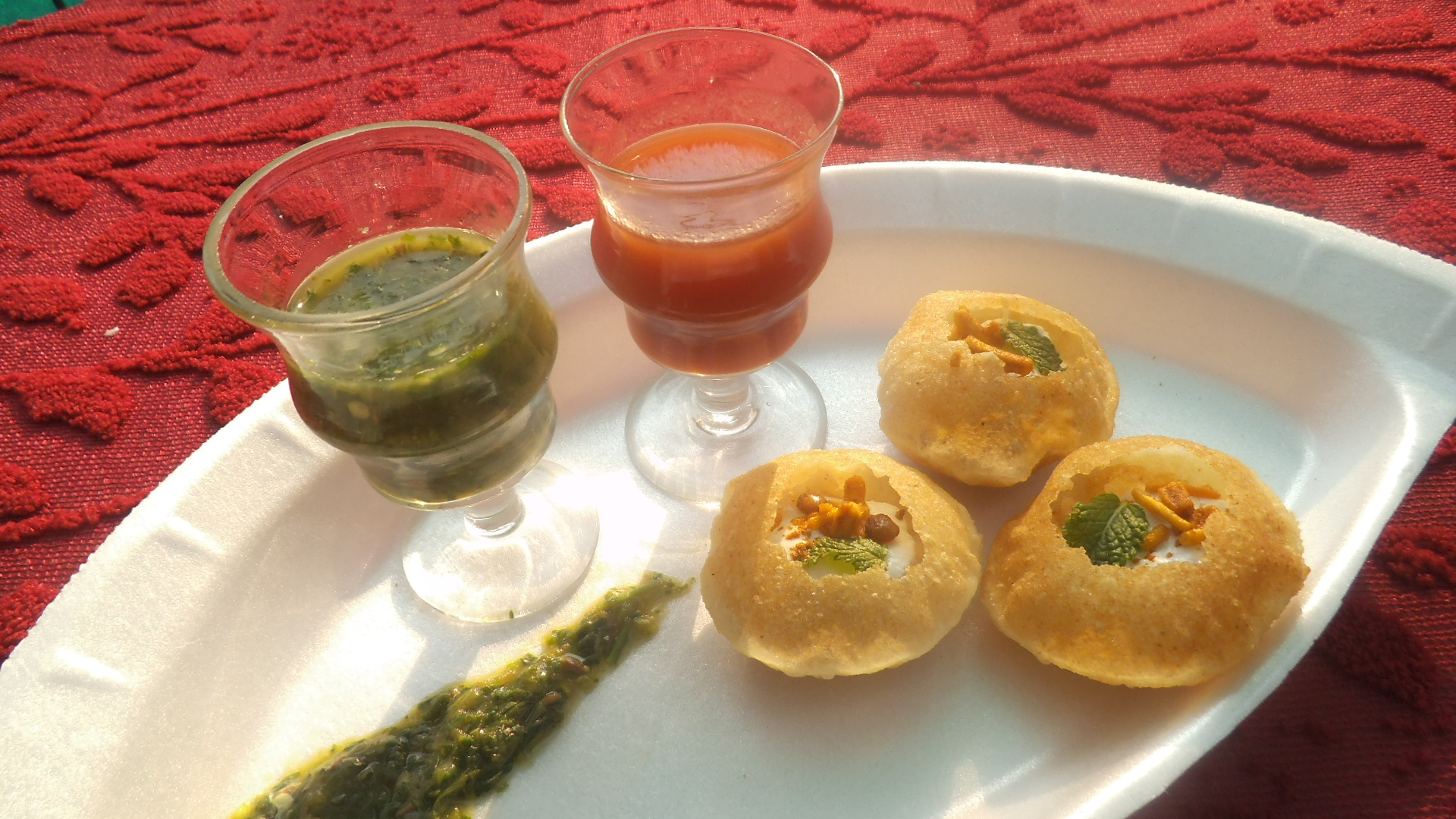
طبق داهيبوري

داهيبوري ، أو داهي بوري ،  هي وجبة خفيفة مصدرها الهند، وتحظى بشعبية خاصة في ولاية ماهاراشترا بالهند. الطبق هو شكل من أشكال الشات ويأتي من مدينة مومباي. يقدم مع قشور صغيرة بوري (جولجابا ) ، والتي يتم التعرف عليها بشكل أكثر شيوعًا من طبق باني بوري . غالبًا ما تُباع سلاسل داهي بوري وباني بوري من نفس البائع.